# Docent facilitador
El docent facilitador és un professional que pot desenvolupar-se dins de l'àrea presencial com dins l'àrea virtual, a aquests professors se'ls anomena facilitadors de l'aprenentatge perquè que són els responsables de gestionar l'aprenentatge dels alumnes; instruint, guiant i avaluant-los.
En l'actualitat amb la inclusió i creixement accelerat de les diferents TIC, a aquests facilitadors educatius els podem reconèixer majoritàriament dins l'àmbit obert o a distància atès que des dels seus inicis van implementar l'actual model curricular basat en competències. L'estudiant en lloc de memoritzar la informació proporcionada pel professor, ha d'aprendre a aprendre de manera significativa, de manera que el facilitador ja no actua com el centre de l'educació transmetent aquesta informació sinó com a facilitador de tot el procés d'aprenentatge que tingui l'alumne.
Josep Maria Duart Montoliu i Albert Sangrà (2000) en una de les seves publicacions esmenten: "Això no vol dir que passi a limitar-se a la simple gestió de l'aprenentatge. Per mitjà de l'orientació i de la inducció, l'acció docent té com a objectiu oferir a l'estudiant eines i pistes que l'ajudin a desenvolupar el seu propi procés d'aprenentatge, alhora que atengui els seus dubtes i les seves necessitats ... ".
És el professor (facilitador) en aquests entorns virtuals d'ensenyament que pateix canvis respecte al rol que té en el sistema d'ensenyament convencional. Els canvis que s'inclouen en aquest nou model educatiu són la presència de l'ús de les diferents TIC i diversos suports d'informació, encaminat a realitzar un èmfasi en la conducció d'un procés d'aprenentatge que aporten grans beneficis en el procés autoformatiu. Generalment entre les més destacades trobem:
- Flexibilitat al triar els temes a estudiar així com el temps d'estudi.
- Interacció facilitador - estudiant o estudiant - estudiant per mitjà de plataformes síncrones i asíncrones.
- Creació d'una comunitat d'aprenentatge i no només un saló de classes on tots aprenen de tots.
- Tantes retroalimentacions personalitzades com siguin necessàries, ja siguin per part del facilitador o de la comunitat d'aprenentatge.
- Accés a diferents fonts d'informació en diferents escenaris educatius.

Un aspecte important a esmentar i també a diferenciar és quan als facilitadors educatius se'ls anomena de la mateixa manera "tutors", ja que funcionen com a docents i com a responsables d'oferir així mateix un suport psicosocial als alumnes, tot i que en algunes institucions educatives virtuals aconsegueixen diferenciar les seves funcions anomenant a cada un simplement "facilitador" i "tutor".